# Cratere Rizal
Rizal è un cratere sulla superficie di Mercurio.